# Chiesa di San Domenico di Guzmán
La chiesa di San Domenico di Guzmán è un luogo di culto cattolico di Roma, nella zona Tor San Giovanni, in via Vincenzo Marmorale.
Essa è stata costruita sul finire del XX secolo e solennemente consacrata il 2 dicembre 2000.
La chiesa è sede della parrocchia omonima, istituita il 9 febbraio 1977 con il decreto del cardinale vicario Ugo Poletti Qua celeritate ed affidata al clero della diocesi di Roma.
Su questa chiesa insiste la diaconia di San Domenico di Guzmán, istituita il 18 febbraio 2012.